# Cylindraspis vosmaeri
A Cylindraspis vosmaeri a hüllők (Reptilia) osztályába és a teknősök (Testudines) rendjébe, a  Szárazföldi teknősfélék (Testudinidae) családjába tartozó kihalt faj. Csak néhány páncélja ismert.

## Előfordulása
Az Indiai-óceán területén található  Mauritiushoz tartozó Rodriguez-szigetén volt honos.

## Kihalása
Feltehetően a betelepített ragadozók és a vadászat okozta 1800 körüli kihalását. Közeli rokona a szintén kihalt Cylindraspis indica, a Cylindrapsis inepta és a Cylindrapsis tricerrata.